# Villers-la-Montagne
Villers-la-Montagne è un comune francese di 1 504 abitanti situato nel dipartimento della Meurthe e Mosella nella regione del Grand Est.

## Società

### Evoluzione demografica
Abitanti censiti